# World-Inline-Cup

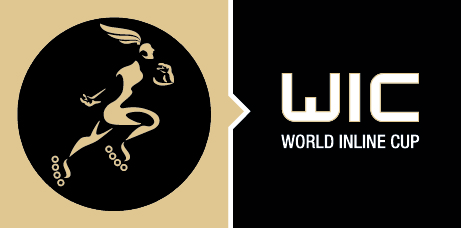
WIC-Logo

Der World-Inline-Cup ist die höchste Inline-Speedskating-Wettkampfserie der Welt. 

## Geschichte
Im Jahr 1999 fanden erste Versuche statt, eine Rennserie mit gleichem Wertungssystem und einheitlichen Regeln einzuführen. Der Cup stand unter der Leitung des europäischen Rollsportverbandes Confédération Européenne de Roller Skating (CERS). Die Firma Playlife war Hauptsponsor des Cups. 2000 wurde der Grand Prix erstmals ausgetragen. Die acht größten Wettkämpfe in Europa waren Teil des Grand Prix. 2001 schloss sich der Cup mit dem Weltverband FIRS und dem Comité international de course (CIC) zusammen. Ab diesem Zeitpunkt war der Cup weltweit mit Wettkämpfen vertreten. Die drei Wertungskategorien Grand Prix, Class 1 und Class 2 wurden geschaffen. 2003 übernahm die Iguana Think Tank AG die Organisation. Iguana um Coni Altherr hatte bereits mit dem Swiss Inline Cup große Erfahrungen. Der Cup wurde in dieser Zeit in World Inline-Cup umbenannt. 2006 erfolgte die Übernahme der Rennserie durch die Iguana Schweiz AG. 2014 löste die Iguana Deutschland GmbH mit Sitz in Berlin, die bereits seit 2008 die Organisation des German Inline Cup innehat, die Iguana Schweiz AG ab. 2020 fanden aufgrund der COVID Pandemie keine Rennen statt, von daher gab es auch für 2020 kein einheitliches Ranking.

## Wertungsmodus
Seit 2000 gab es einige Veränderungen im Wertungssystem. Anfänglich waren alle Rennen gleichwertige Grand-Prix-Rennen. Ab 2001 wurden zusätzlich zum Grand Prix zwei weitere Klassen gebildet, je nachdem, wie angesehen der Wettkampf kontinental sowie weltweit war: Class 1 und Class 2. Ab 2003 wurde die Klasse Grand Prix nicht mehr benutzt. An die Stelle des Grand Prix trat die Klasse Top Class. Bis 2004 bestanden diese drei Klassen nebeneinander, bis ein Jahr später erstmals kein Class-2-Rennen mehr ausgetragen wurde.
2006 wurde in Basel, anstelle des Massenstart-Rennens, erstmals ein Teamlauf ausgetragen, was im folgenden Jahr wiederholt wurde. Für jeweils drei bis vier Frauen und drei bis fünf Männer gilt es über 25 km die schnellste Zeit zu laufen, hierbei ist die Zeit des dritten Läufers ausschlaggebend. Ab 2007 wurden einige Top-Class-Rennen aufgewertet (maximal drei), in denen mehr Preisgeld und Punkte für die Gesamtwertung ausgeschüttet wurde.
Seit 2010 bestehen nur noch die beiden Klassen Top Class und Class 1. 2017 wurde ein zusätzliches Junior Ranking eingeführt.

## Punkteschlüssel (Stand 2019)
Die Punktevergabe ist starr und es gibt zwei Abstufungen der Wertigkeit der Rennen. Je nach Wertigkeit können für den Sieger 150 und 90 Punkte vergeben werden. Die Punkte der Top Class-Rennen außerhalb Europas werden jeweils mit dem Faktor 1,2 multipliziert und gerundet, während die Punkte des letzten Rennens der Saison mit dem Faktor 1,4 multipliziert und gerundet werden.
| Platz | Punkte | Platz | Punkte | Platz | Punkte | Platz | Punkte | Platz | Punkte |
| ----- | ------ | ----- | ------ | ----- | ------ | ----- | ------ | ----- | ------ |
| 1.    | 150    | 11.   | 71     | 21.   | 38     | 31.   | 20     | 41.   | 9      |
| 2.    | 130    | 12.   | 67     | 22.   | 36     | 32.   | 19     | 42.   | 8      |
| 3.    | 120    | 13.   | 63     | 23.   | 34     | 33.   | 18     | 43.   | 6      |
| 4.    | 110    | 14.   | 59     | 24.   | 32     | 34.   | 17     | 44.   | 7      |
| 5.    | 100    | 15.   | 55     | 25.   | 30     | 35.   | 16     | 45.   | 6      |
| 6.    | 95     | 16.   | 52     | 26.   | 28     | 36.   | 15     | 46.   | 5      |
| 7.    | 90     | 17.   | 49     | 27.   | 26     | 37.   | 14     | 47.   | 4      |
| 8.    | 85     | 18.   | 46     | 28.   | 24     | 38.   | 13     | 48.   | 3      |
| 9.    | 80     | 19.   | 43     | 29.   | 22     | 39.   | 12     | 49.   | 2      |
| 10.   | 75     | 20.   | 40     | 30.   | 21     | 40.   | 10     | 50.   | 1      |

| Platz | Punkte | Platz | Punkte | Platz | Punkte | Platz | Punkte |
| ----- | ------ | ----- | ------ | ----- | ------ | ----- | ------ |
| 1.    | 90     | 6.    | 48     | 11.   | 24     | 16.   | 9      |
| 2.    | 75     | 7.    | 44     | 12.   | 21     | 17.   | 6      |
| 3.    | 68     | 8.    | 38     | 13.   | 18     | 18.   | 3      |
| 4.    | 60     | 9.    | 32     | 14.   | 15     | 19.   | 2      |
| 5.    | 52     | 10.   | 27     | 15.   | 12     | 20.   | 1      |

Die Punktevergabe erfolgt ausschließlich für WIC-Skater mit einer WIC-Lizenz.

## Gesamtsieger

### Frauen
| Jahr | Siegerin               | Zweite                | Dritte                |
| 2024 | Aura H. Quintana       | Lianne Van Loon       | Jorun Geerts          |
| 2023 | Aura H. Quintana       | Marine Balanant       | Marine Lefeuvre       |
| 2022 | Josie Hofmann          | Marine Balanant       | Aura H. Quintana      |
| 2021 | Valentina L. Cartagena | Marine Lefeuvre       | Beau G. Wagemaker     |
|      |                        |                       |                       |
| 2019 | Aura H. Quintana       | Katharina Rumpus      | Marine Lefeuvre       |
| 2018 | Katharina Rumpus       | Carlotta Camarin      | Ana Odlazek           |
| 2017 | Katharina Rumpus       | Ana Odlazek           | Chloé Geoffroy        |
| 2016 | Katharina Rumpus       | Ana Odlazek           | Anna Muzyka           |
| 2015 | Juliette Pouydebat     | Aleksandra Goss       | Katharina Rumpus      |
| 2014 | Francesca Lollobrigida | Aleksandra Goss       | Nicole Begg           |
| 2013 | Aleksandra Goss        | Lisha Li              | Nicole Begg           |
| 2012 | Renata Karabova        | Aleksandra Goss       | Jana Gegner           |
| 2011 | Nicole Begg            | Mélissa Chouleysko    | Renata Karabova       |
| 2010 | Giovanna Turchiarelli  | Cecilia Baena         | Nathalie Barbotin     |
| 2009 | Cecilia Baena          | Giovanna Turchiarelli | Jana Gegner           |
| 2008 | Cecilia Baena          | Nicole Begg           | Alexandra Vivas       |
| 2007 | Laura Lardani          | Sandra Gómez          | Giovanna Turchiarelli |
| 2006 | Angèle Grandgirard     | Nicole Begg           | Nathalie Barbotin     |
| 2005 | Laura Lardani          | Angèle Vaudan         | Nicole Begg           |
| 2004 | Theresa Cliff          | Laura Lardani         | Nathalie Barbotin     |
| 2003 | Jessica Smith          | Adelia Marra          | Angèle Vaudan         |
| 2002 | Andréa Haritchelhar    |                       |                       |
| 2001 | Ashley Horgan          |                       |                       |
| 2000 | Sheila Herrero         | Angèle Vaudan         | Ashley Horgan         |

### Männer
| Jahr | Sieger              | Zweiter             | Dritter                 |
| 2024 | Bart Swings         | Felix Rijhnen       | Jason Suttels           |
| 2023 | Bart Swings         | Jason Suttels       | Felix Rijhnen           |
| 2022 | Nolan Beddiaf       | Felix Rijhnen       | Jason Suttels           |
| 2021 | Bart Swings         | Felix Rijhnen       | Martin Ferrie           |
| 2019 | Felix Rijhnen       | Nolan Beddiaf       | Patxi Peula             |
| 2018 | Bart Swings         | Ewen Fernandez      | Felix Rijhnen           |
| 2017 | Patxi Peula         | Ewen Fernandez      | Bart Swings             |
| 2016 | Bart Swings         | Felix Rijhnen       | Peter Michael           |
| 2015 | Bart Swings         | Peter Michael       | Ewen Fernandez          |
| 2014 | Yann Guyader        | Nolan Beddiaf       | Bart Swings             |
| 2013 | Yann Guyader        | Nolan Beddiaf       | Joey Mantia Siyuan Cong |
| 2012 | Yann Guyader        | Julien Levrard      | Felix Rijhnen           |
| 2011 | Severin Widmer      | Nicolas Iten        | Yann Guyader            |
| 2010 | Yann Guyader        | Kalon Dobbin        | Inigo Vidondo           |
| 2009 | Diego Rosero        | Yann Guyader        | Massimiliano Presti     |
| 2008 | Yann Guyader        | Luca Saggiorato     | Fabio Francolini        |
| 2007 | Massimiliano Presti | Fabio Francolini    | Stefano Galliazzo       |
| 2006 | Massimiliano Presti | Luca Saggiorato     | Diego Rosero            |
| 2005 | Massimiliano Presti | Luca Saggiorato     | Jorge Botero            |
| 2004 | Massimiliano Presti | Luca Saggiorato     | Francesco Zangarini     |
| 2003 | Pascal Briand       | Massimiliano Presti | Jorge Botero            |
| 2002 | Massimiliano Presti |                     |                         |
| 2001 | Arnaud Gicquel      |                     |                         |
| 2000 | Massimiliano Presti | Jorge Botero        | Chad Hedrick            |